# 순환 종양 세포
순환 종양 세포(循環腫瘍細胞, 영어: Circulating tumor cell, 약자: CTC)는 종양에서 혈관이나 림프관으로 흘러 혈액 순환을 통해 몸 전체로 운반되는 세포다. CTC는 또 다른 부위로 전이될 수 있으며, 전이될 수록 환자의 생존율은 떨어진다. CTC의 검출 및 분석은 환자의 초기 대처를 돕고 적절한 치료법을 쓸 수 있다. 현재 FDA가 승인한 CTC 검출 방법 중 하나인 CellSearch가 있는데, 이는 유방암, 대장암, 전립선암을 진단하는 데 사용된다.

## 유형
암종에서 유래한 CTC는 상피 표지자의 발현 여부와 크기, 세포 사멸 여부에 따라 분류할 수 있다. 일반적으로 CTC는 아노이키스 내성을 가지고 있어 기질에 부착하지 않고도 혈류에서 생존할 수 있다.
1. 전통적인 CTC는 손상되지 않고 생존 가능한 핵, 상피 기원을 나타내는 EpCAM 및 사이토케라틴의 발현, 세포가 조혈 기원이 아님을 나타내는 CD45의 부재, 더 큰 크기, 불규칙한 모양 또는 세포 내 형태를 특징으로 한다.[6]
2. 사이토케라틴 음성 CTC는 미분화 표현형 (순환 암 줄기 세포) 또는 중간엽 표현형 (상피-중간엽 전이 또는 EMT로 알려져 있음)의 획득을 나타낼 수 있는 EpCAM 또는 사이토케라틴의 부족이 특징이다. 이러한 CTC 집단은 가장 내성이 강하고 전이되기 쉬울 수 있다. 또한 이들은 사이토케라틴이나 CD45를 발현하지 않기 때문에 분리하기가 더 어렵다. 그 외에는 형태, 유전자 발현 및 유전체학이 다른 암세포와 유사하다.[7]
3. 아폽토시스 CTC는 세포자살(프로그램된 세포 사멸)을 겪고 있는 전통적인 CTC이다. 이는 세포 사멸과 관련된 핵 파편화 또는 세포질 출혈을 식별하는 Epic Sciences 방법에 의해 실험적으로 수행된 대로 치료 반응을 모니터링하는 데 사용될 수 있다. 기준선에서 치료에 이르기까지 전통적인 CTC 대 세포 사멸 CTC의 비율을 측정하는 것은 암세포를 목표로 하고 죽이는 치료 효과에 대한 단서를 제공한다.
4. 소형 CTC는 사이토케라틴 양성 및 CD45 음성이지만 크기 및 모양은 백혈구와 유사하다. 중요하게, 소형 CTC는 CTC로 식별하는 암 특이적 바이오마커를 가지고 있다. 소형 CTC는 진행성 질병 및 소형 세포 암종으로의 분화와 관련이 있으며, 종종 다른 치료 과정을 필요로 한다.[8]